# نامساوی جمع لگاریتم
نا مساوی جمع لگاریتم، یک نامساوی موجود در ریاضیات است که برای اثبات قضایا در نظریه اطلاعات کاربرد دارد.

## توضیح
فرض کنید {\displaystyle a_{1},\ldots ,a_{n}} و {\displaystyle b_{1},\ldots ,b_{n}} اعداد نا منفی باشند. مجموع تمام اعداد{\displaystyle a_{i}\;} را با {\displaystyle a} و مجموع تمام{\displaystyle b_{i}\;} ها را با  {\displaystyle b} نمایش دهیم. نامساوی جمع لگاریتم می‌گوید:
{\displaystyle \sum _{i=1}^{n}a_{i}\log {\frac {a_{i}}{b_{i}}}\geq a\log {\frac {a}{b}},}
و برابر است، اگر و تنها اگر {\displaystyle {\frac {a_{i}}{b_{i}}}} برای همه {\displaystyle i}ها برابر باشند. به عبارت دیگر رابطه  {\displaystyle a_{i}=cb_{i}} برای همه {\displaystyle i}‌ها برقرار باشند.

## اثبات
اگر {\displaystyle f(x)=x\log x} باشد، داریم:
{\displaystyle {\begin{aligned}\sum _{i=1}^{n}a_{i}\log {\frac {a_{i}}{b_{i}}}&{}=\sum _{i=1}^{n}b_{i}f\left({\frac {a_{i}}{b_{i}}}\right)=b\sum _{i=1}^{n}{\frac {b_{i}}{b}}f\left({\frac {a_{i}}{b_{i}}}\right)\\&{}\geq bf\left(\sum _{i=1}^{n}{\frac {b_{i}}{b}}{\frac {a_{i}}{b_{i}}}\right)=bf\left({\frac {1}{b}}\sum _{i=1}^{n}a_{i}\right)=bf\left({\frac {a}{b}}\right)\\&{}=a\log {\frac {a}{b}},\end{aligned}}}
که در آن از نامساوی جنسن استفاده شده است، چون داریم {\displaystyle {\frac {b_{i}}{b}}\geq 0} ، {\displaystyle \sum _{i}{\frac {b_{i}}{b}}=1}و همچنین تابع {\displaystyle f} محدب است، پس شروط نامساوی جنسن برقرار است.

## کاربردها
نامساوی جمع لگاریتم در اثبات نامساوی‌های زیادی در نظریه اطلاعات کاربرد دارد، مثل نامساوی گیبس، یا تحدب واگرایی KL.
به عنوان مثال، برای اثبات نامساوی گیبس، کافی است که {\displaystyle p_{i}\;} را با {\displaystyle a_{i}\;} و {\displaystyle q_{i}\;} را با {\displaystyle b_{i}\;} جایگذاری کنیم.
{\displaystyle \mathbb {D} _{\mathrm {KL} }(P\|Q)\equiv \sum _{i=1}^{n}p_{i}\log _{2}{\frac {p_{i}}{q_{i}}}\geq 1\log {\frac {1}{1}}=0.}

## تعمیم
این نامساوی با شرط  {\displaystyle a<\infty } و {\displaystyle b<\infty } ، برای {\displaystyle n=\infty } برقرار است. اثبات بالا برای هر تابع {\displaystyle g} که {\displaystyle f(x)=xg(x)} محدب باشد برقرار است، مثل همه توابع پیوسته صعودی. تعمیم این رابطه برای برای توابع محدب غیر از لگاریتم در سال ۲۰۰۴ توسط Csiszár داده شده است.